# Liste der Bodendenkmale in Augustusburg
In der Liste der Bodendenkmale in Augustusburg sind die Bodendenkmale der Stadt Augustusburg und ihrer Ortsteile nach dem Stand der Auflistung von Volkmar Geupel aus dem Jahr 1983 aufgelistet. Eventuelle Änderungen und Ergänzungen, insbesondere aus der Zeit nach der Wende, sind nicht berücksichtigt, da für Sachsen aktuell keine neueren allgemein zugänglichen Bodendenkmallisten vorliegen. Die Baudenkmale sind in der Liste der Kulturdenkmale in Augustusburg aufgeführt.
| Denkmal-ID | Fundart            | Ortsteil     | Bezeichnung                                       | Zeitstellung | Lage                                                 | Bemerkungen | Bild |
| ---------- | ------------------ | ------------ | ------------------------------------------------- | ------------ | ---------------------------------------------------- | --- | ---- |
| ?          | Befestigung > Burg | Augustusburg | Wehranlage „Schloss Augustusburg“, „Schellenberg“ | Mittelalter  | südlich im Ort auf einem Berggipfel                  | Höhenburg in Gipfel- oder Spornlage, durch Renaissance-Schloss überbaut und verändert, Schutz seit 20. Oktober 1980                          |      |
| ?          | Befestigung > Burg | Erdmannsdorf | Wehranlage „Steinhaus“, „Schloss“                 | Mittelalter  | südlich im Ort auf einem Bergsporn über der Zschopau | Höhenburg in Spornlage, eingeebnet, durch Schloss und Gut überbaut, alte Bausubstanz im Schlosskeller erhalten, Schutz seit 20. Oktober 1980 |      |